# Stefan Oljelund
Truls Stefan Oljelund, född 6 september 1893 i Sala, Västmanlands län, död 4 juli 1971 i Göteborg, var en svensk journalist och författare.

## Yrkesliv
Oljelund var först metallarbetare i Eskilstuna 1908–1917 men gick teknisk aftonskola. Han var journalist på tidningen Folket 1919–1921, facklig redaktör på Ny Tid 1921–1940 och andre redaktör där 1940–1961. Han använde signaturen Frid.

## Andra  uppdrag
Stefan Oljelund hade en hel rad olika uppdrag. Han var ordförande i Journalistföreningens västra krets 1938–1943. Han satt som ledamot i stadsfullmäktige i Göteborg 1947–1962 och var ordförande i Göteborgs bostadsföretag 1936–1964, i Göteborgs förskoleseminarium 1944–1956 och i barnavårdsnämnden 1957–1963.
Han hade också näringslivsuppdrag. Han var styrelseledamot i nutida Systembolagets föregångare AB Göteborgssystemet 1945–1953, i Sveriges centrala restauranger AB samt i Vara-bolagen 1946–1964.
Även inom kyrkan var han engagerad, han var ledamot i domkapitlet i Göteborg 1955–1960, lekmannaombud kyrkomötet 1953, 1957 och 1958 och ordförande i Kyrkans presstjänst 1956–1963. Han var också ledamot i Vår kyrkas tidningsnämnd.

## Uppväxt och familj
Oljelund växte upp i Stockholm och var son till typografen Ferdinand Oljelund och Ida Pettersson. Han var bror till skriftställaren Ivan Oljelund och farbror till läkaren Olof Oljelund och författaren Thea Oljelund.
År 1926 ingick han äktenskap med Nea Olsson (1898–1990) och paret fick sönerna Hannes Oljelund, TV-man, och Anders Oljelund, diplomat. Stefan Oljelund var farfar till författaren Pernilla Oljelund.